# Oxford Junction (Iowa)
Oxford Junction es una ciudad ubicada en el condado de Jones, Iowa, Estados Unidos. Según el censo de 2020, tiene una población de 424 habitantes.

## Geografía
La localidad está ubicada en las coordenadas 41°59′1″N 90°57′16″O / 41.98361, -90.95444 (41.983747, -90.954342). Según la Oficina del Censo de los Estados Unidos, Oxford Junction tiene una superficie total de 1.68 km², correspondientes en su totalidad a tierra firme.

## Demografía
Según el censo de 2020, hay 424 personas residiendo en Oxford Junction. La densidad de población es de 252.38 hab./km². El 96.46% de los habitantes son blancos, el 0.47% son amerindios, el 0.71% son de otras razas y el 2.36% son de una mezcla de razas. Del total de la población, el 1.65% son hispanos o latinos de cualquier raza.